# 瓶头梅科
瓶头梅科又名山醋李科或扁子木科，共有3属4种，全部生长在热带东非、非洲西南部和马达加斯加岛。
本科植物为灌木或小乔木；单叶互生或对生，无托叶；花单性，雌雄异株，雌花单生，花瓣6-10，雄花生于聚合花序中，花瓣8-10；果实为蒴果，种子两侧压扁，有翅或无翅。
1981年的克朗奎斯特分类法将这些属放到田基麻科中，1998年根据基因亲缘关系分类的APG 分类法单独分出一个科，但将扁果树属单独分为一个扁果树科（Kaliphoraceae），没有列入任何一个目，2003年经过修订的APG II 分类法将其合并入本科。